# Quadrumvirat

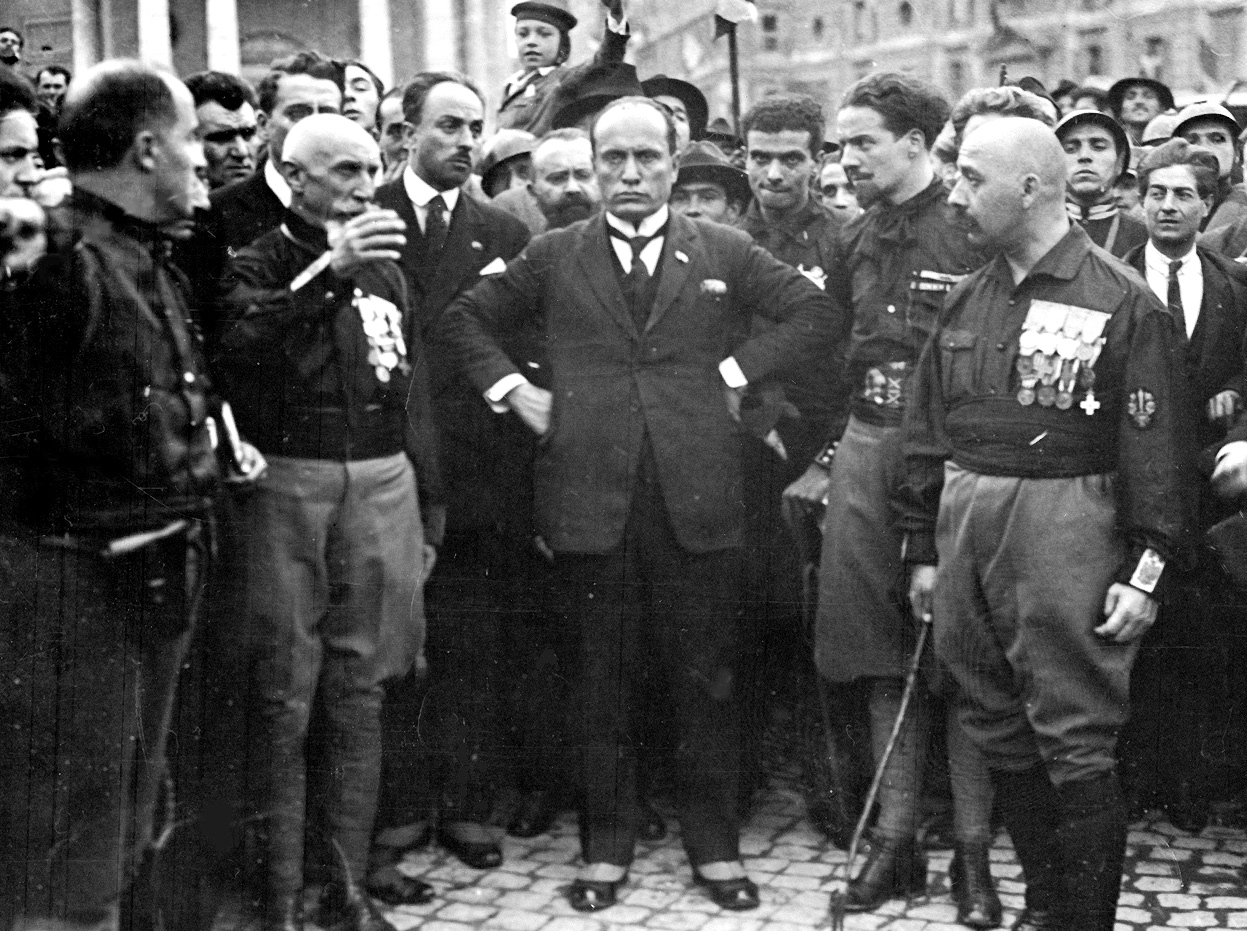
Benito Mussolini und das Quadrumvirat während des Marsches auf Rom am 28. Oktober 1922

Das sogenannte Quadrumvirat (it. Quadrumviro) war eine geheime Institution, welche von der faschistischen Partei 1922 in Mailand eingerichtet wurde und welche aus dem Namensursprung aus vier Personen bestand.

## Geschichte
Am 16. Oktober 1922 wurde die Institution von vier (quadrum) italienischen militärischen Führern durch Benito Mussolini bei der faschistischen Partei eingerichtet. Diese sollten den Marsch auf Rom vorbereiten, kommandieren und sollten die extremistischen Parteiführer daran hindern, den Marsch eigenständig durchzuführen.
Dieser Rat bestand aus:
- Emilio De Bono, ehemaliger Weltkriegsoffizier mit Verbindung zum Militär
- Cesare Maria De Vecchi, als „Frontkämpfer“ mit Beziehungen zum Königshaus
- Italo Balbo, als Vertreter des faschistischen Extremismus
- Michele Bianchi, ehemaliger Syndikalist und Unterstützer Mussolinis

Am 24. Oktober 1922 hielt Mussolini eine für den Marsch vorbereitende Rede in Neapel. Hier wurde dann der Marsch auf den 28. Oktober festgelegt. Hierfür wurde ein Hauptquartier in Perugia festgelegt, welches von Quadrumvirat belegt wurde.
Für ihre Leistungen wurden, neben Benito Mussolini, alle genannten mit der Erinnerungsmedaille des Marsches auf Rom in Gold ausgezeichnet.

## Weitere Begriffe
- Quadrumvirat bzw. quattuorviro :[4] im antiken Rom wurde das Quadrumvirat als Zusammenstellung aus vier Personen durch den römischen Senat für Gemeinden gewählt. Die gewählten Richter hatten zwei Vorrechte. Das Erste (aedilicia potestate) bezog sich auf besondere Polizeibefugnisse und das Zweite (iure dicundo) sah Befugnisse bei der Gerichtsbarkeit und Verwaltung vor.
- (Exekutoren)-Quadrumvirat:[5] Aufsichtsebene des Stiftungskapitals der Fugger, bestehend aus zwei Personen aus dem Hause Fugger und zwei familienfremder Exekutoren
- Quadrumvirat: Zusammenschluss von vier Science-Fiction-Autoren. Die Gruppe von Donald A. Wollheim, Frederik Pohl, John Michel und Robert W. Lowndes bildeten sich um 1934 als Untergruppe der Science Fiction League.